# (474018) 2016 GO15
(474018) 2016 GO15 es un asteroide perteneciente al cinturón de asteroides, descubierto el 8 de marzo de 2005 por el equipo del Mount Lemmon Survey desde el Observatorio del Monte Lemmon, Arizona, Estados Unidos.

## Designación y nombre
Designado provisionalmente como 2016 GO15.

## Características orbitales
2016 GO15 está situado a una distancia media del Sol de 2,351 ua, pudiendo alejarse hasta 2,742 ua y acercarse hasta 1,959 ua. Su excentricidad es 0,166 y la inclinación orbital 5,760 grados. Emplea 1316 días en completar una órbita alrededor del Sol.

## Características físicas
La magnitud absoluta de 2016 GO15 es 17,825.